# Tatra 148
 (juin 2017).
Si vous disposez d'ouvrages ou d'articles de référence ou si vous connaissez des sites web de qualité traitant du thème abordé ici, merci de compléter l'article en donnant les références utiles à sa vérifiabilité et en les liant à la section « Notes et références ».
Le Tatra 148 est un camion tchèque dont la production s'étale de 1972 à 1982. Il est considéré comme la finalisation technique de son prédécesseur le T138.

## Histoire
En 1969, Tatra décide de moderniser le modèle précédent (T138). Les ingénieurs ont travaillé sur l'augmentation de la puissance moteur, de la vitesse ainsi que la fiabilité et les capacités tout terrain. Des efforts ont aussi été donnés vers l'abaissement du niveau sonore et des émissions.

## Spécifications
Le Tatra 148 reprend le concept original de tube central surnommé « colonne vertébrale ou épine dorsale ». C'est un tube composé de modules (essieu avant, tube central, boîte de vitesses, tubes de différentes longueurs, essieux arrière) qui permettent de varier les modèles avec les mêmes pièces de base (4x4, 6x6 de différentes longueurs). L'avantage de ce concept est que le camion reste rigide et stable tant en torsion qu'en flexion, tous les efforts étant repris par les demi-essieux indépendants. Un autre avantage est que toute la partie transmission se retrouve protégée à l'intérieur de ce tube.

### Moteur
C'est un V8 de 12.6l refroidi à air,
- chemises et culasses séparées,
- soupapes en tête,
- radiateur d'huile commutable
- vilebrequin démontable monté sur roulement à rouleaux
- Compresseur et pompe de direction assistée intégrée.

Il est l'amélioration de son prédécesseur avec une course qui passe de 130 à 140 mm et une puissance maximale de 148,6 kW (202 ch) à 2 000 tours par minute. Différentes couple sont proposés selon les versions : T2-928-1E: 813 N m, T2-928-17E: 798 N m à 1 200–1 400 tr/min. Des réglages de pompe à injection le rendent polycarburant pour certaines versions militaires. Un dispositif en cabine permet d'injecter un mélange hautement inflammable pour aider au démarrage à très basse température. 
La consommation de base est de 31,2 litres de gasoil aux 100 km.
Les modifications du moteur ont nécessité la modification du capot avant. L'admission d'air et le niveau sonore sont améliorés par la même occasion.

### Embrayage et transmission
L'embrayage est un double disque sec à commande hydraulique assistée à air. Il entraîne la boite de vitesses par un arbre de transmission à cardans.
La boite de vitesses est située à l'arrière du tube central et est boulonnée à la boite auxiliaire. C'est une boite à cinq vitesses à engrenages hélicoïdaux. Les vitesse 2 à 5 sont synchronisées. La plupart des boites sont équipées d'une prise de force à commande électropneumatique.
| 1    | 2    | 3    | 4    | 5 | Ar   |
| ---- | ---- | ---- | ---- | - | ---- |
| 9.97 | 4.96 | 2.83 | 1.68 | 1 | 8.58 |

La boite de vitesses auxiliaire est boulonnée entre le tube central et l'arrière et fait partie de la structure de châssis. Elle a deux vitesses qui se passent par présélection au levier de vitesse et pression sur la pédale d'embrayage (demi-vitesses), elle s'occupe aussi de l'enclenchement de l'essieu avant ainsi que d'une autre prise de force (optionnelle) destinée principalement à un treuil
| L   | H    |
| --- | ---- |
| 2.2 | 1.62 |

Il y a des différentiels tout le long du tube : un pour l'avant, un inter-pont AR, et un par essieu arrière. Ils sont tous munis d'un blocage à commande électropneumatique.
| Rapport Final |
| ------------- |
| 3.39          |

Les demi-essieux indépendants donnent une allure particulière au camion dont les roues ne sont jamais bien droites, ils sont accouplés au tube central par de grosses brides qui assurent leur mobilité et protégés par de gros caoutchoucs.
Il y a trois freins :
- Le frein principal : une pédale commande un double circuit à air. Freins à tambour actionnés par des cames en S
- Le frein de stationnement : un levier actionne un frein à tambour situé à l'arrière de la boite de vitesses
- Le ralentisseur sur échappement à commande électropneumatique.

Les pneumatiques sont des 11R20 montés sur des jantes démontables.

### Cabine
C'est une cabine deux portes en tôle montée sur silent[Quoi ?] blocs avec un siège conducteur suspendu et une banquette 2 places. Les variantes militaires sont munies d'une ouverture sur le toit côté passager.